# Dendronephthya rosamondae
Dendronephthya rosamondae är en korallart som beskrevs av David R. Boone 1938. Dendronephthya rosamondae ingår i släktet Dendronephthya och familjen Nephtheidae. Inga underarter finns listade i Catalogue of Life.